# Battle Spirits
Battle Spirits (バトルスピリッツ Batoru Supirittsu) é uma franquia japonesa criada pela Bandai em parceria com a Sunrise em 2008. Tem como origem um jogo de cartas tendo rendido uma série de animes (inédita tanto no Brasil e Portugal), um mangá e um vídeo-game.

## Animes
Até o momento já foram lançados 5 animes baseados na franquia. O primeiro deles ficou exclusivo apenas para o Japão, enquanto que os demais já foram exibidos na Itália e os dois últimos já foram adaptados numa pros Estados Unidos. No Brasil e em Portugal eles jamais foram exibidos.
- Battle Spirits: Shounen Toppa Bashin (2008-2009)
- Battle Spirits: Shounen Gekiha Dan (2009-2010)
- Battle Spirits: Brave (2010-2011)
- Battle Spirits: Heroes (2011-2012)
- Battle Spirits: Sword Eyes (2012-2013)
- Battle Spirits: Saikyou Ginga Ultimate Zero (2013-2014)
- Battle Spirits: Burning Soul (2015-2016)
- Battle Spirits Double Drive (2016-2017)